# Adolfo Guiard
Adolfo Guiard Larrauri (Bilbao, 10 de abril de 1860-Bilbao, 8 de marzo de 1916) fue un pintor español, considerado uno de los artistas emblemáticos del Bilbao del siglo XIX e introductor del impresionismo en el País Vasco.

## Biografía

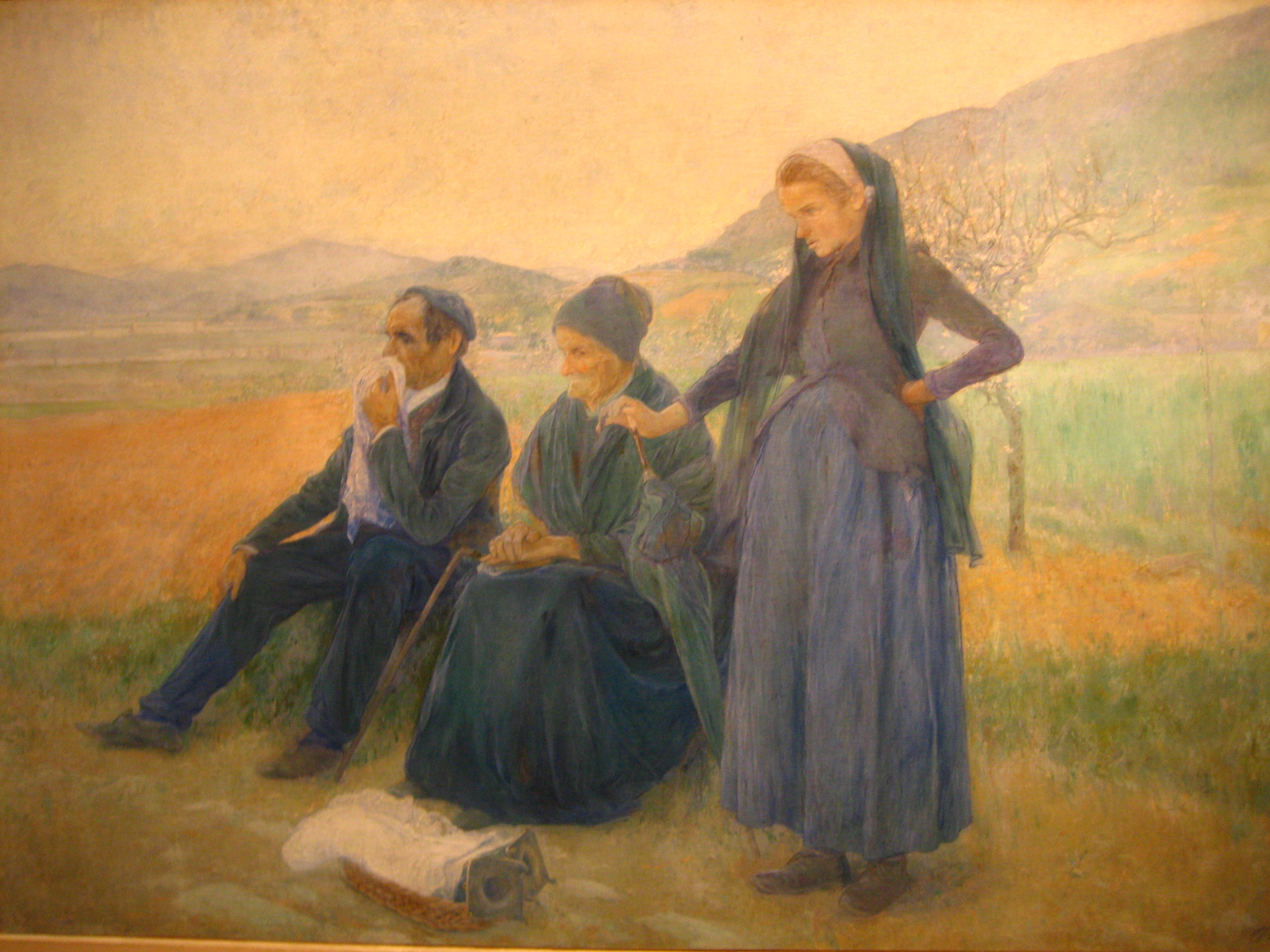
De promesa, 1894. Óleo sobre lienzo, 108 x 159 cm, Museo de Bellas Artes de Bilbao.

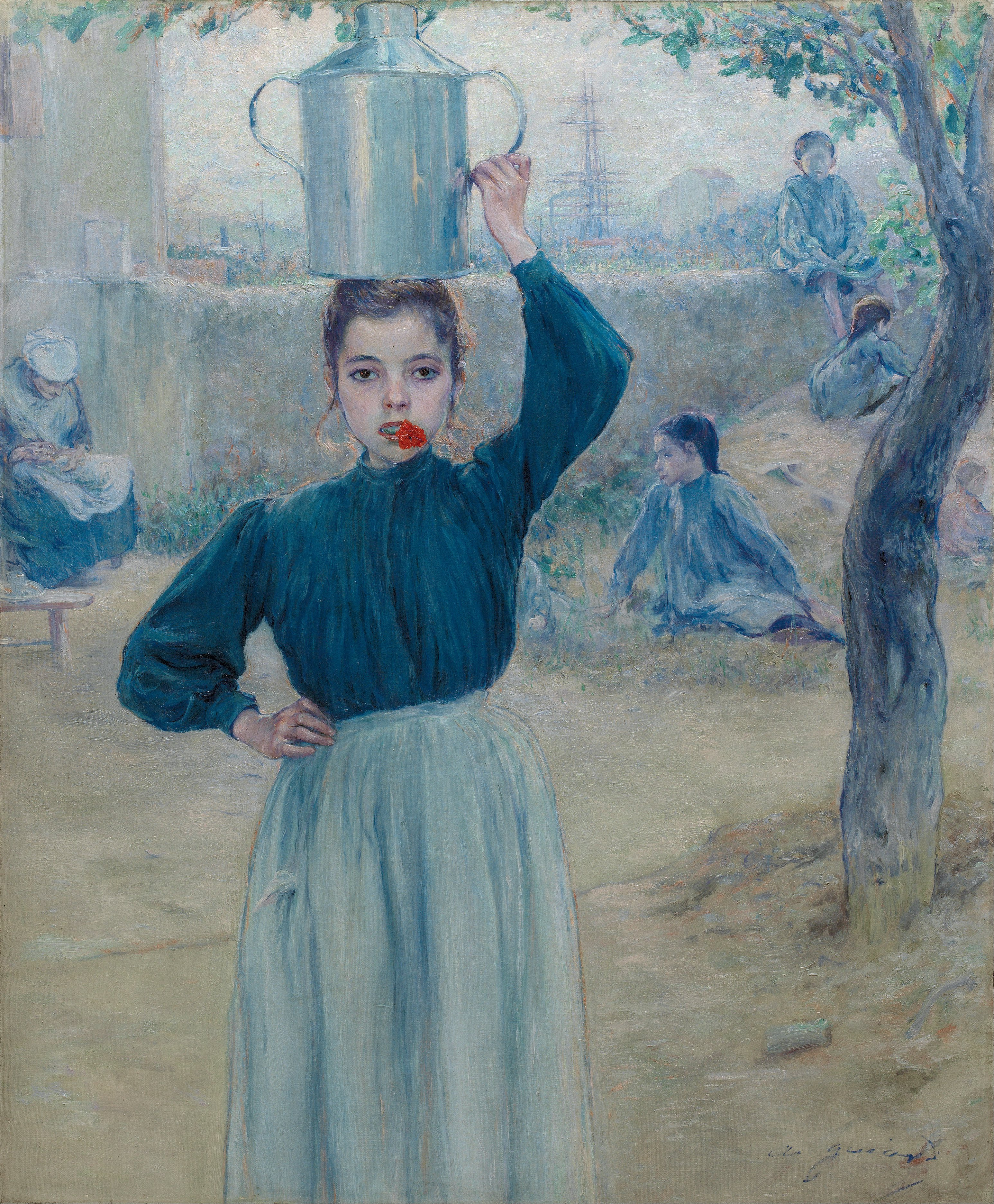
Aldeanita del clavel rojo (1903).

Nacido en el seno de una familia de quince hijos, era hijo de un fotógrafo francés afincado en Bilbao, Alphonse Guiard, y de Juliana Larrauri.
Guiard comenzó sus estudios artísticos en su ciudad natal con el pintor Antonio Lecuona en su estudio bilbaíno de la calle de La Cruz. Posteriormente se trasladó a Barcelona y luego a París, donde se estableció en 1878, siendo así que «es la primera vez que un pintor vasco y del estado español cambia París por Roma en su formación artística en el extranjero». Los pintores en Cataluña ya tenían más vínculos con la pintura que se realizaba en París que en Roma, esto y su dominio del francés le impulsaron a elegir la capital francesa, donde frecuentó la academia Colarossi. En esos años, la publicación La vie moderne, dirigida por Edmond Renoir, hermano del famoso pintor, publicó varios dibujos de Guiard. Juan de la Encina menciona que en París el pintor conoció y frecuentó a Zola, Daudet y Degas. En la ciudad comenzaba a palpitar la pintura impresionista lo que a Guiard le llevó a dar un importante paso, el pintar al aire libre.
Entre 1886 y 1887 se estableció en Bilbao, donde abrió estudio en la calle Correo, nº 23, donde «...intentará reivindicar su pintura en un ambiente no muy propicio a novedades artísticas y con una infraestructura comercial para el arte bastante anclada en el pasado», siendo así que Bilbao será la primera ciudad española en la que se verá pintura impresionista pintada en España.

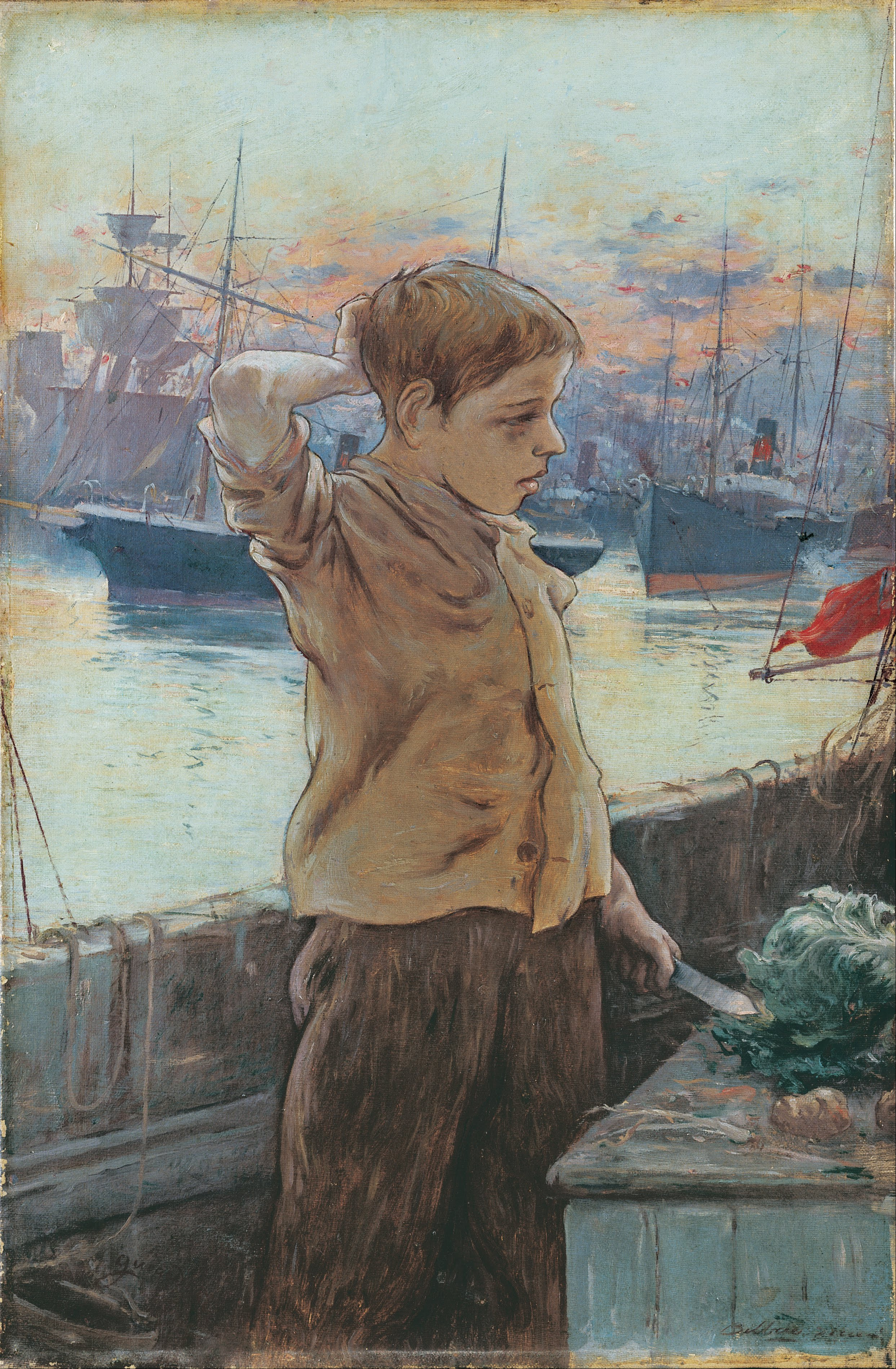
El cho (1887).

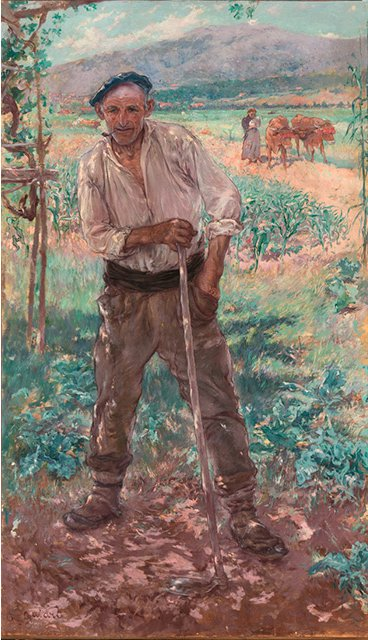
El aldeano de Bakio (1888).

## Los cuadros dela Bilbaína
Su obra no tardó en ser reconocida ya que en 1887 la Sociedad Bilbaína encargó tres lienzos de grandes dimensiones a Guiard, por mediación de su presidente en aquel tiempo, Ayarragaray, que se había propuesto modernizar el club en todos los aspectos, comenzando por la propia decoración del mismo. En los tres grandes lienzos, llamados La ría de Axpe, En la terraza y Cazadores en la Estación del Norte, el artista representa aspectos de la vida bilbaína, con barcos cargueros en la ría, personas sentadas en un café cercano a la playa y el ambiente en la estación de ferrocarril formado por personas, trenes y humos. Reflejan una nueva burguesía surgida en Bilbao, y que la Sociedad Bilbaína representaba. Son escenas que reflejan las nuevas aficiones de la oligarquía: deportes, excursiones, tertulias, caza... 

## Pintura al aire libre
Con su ansia por pintar al aire libre, cerca de la naturaleza, fija su residencia en Baquio, pequeña localidad muy cercana a Bilbao pero que con su vida campestre resulta ser totalmente opuesta a la bilbaína. Pero aún pintando al aire libre, el paisaje seguirá siendo secundario en su obra ya que dará especial importancia a las figuras humanas que viven y trabajan en el campo. Su gama de verde, tan intenso en el paisaje que le rodea, lo va tornando cada vez más rotundamente en azules y grises, lo que acabará por dar carácter definitivo a su obra.

## Críticos contemporáneos
Unamuno publicó en la revista Hermes, en 1918 acerca de Guiard: «Lo que domina en el arte pictórico de Guiard es el contorno; sus figuras son siluetas. Diríase de sus cuadros, de reducidas dimensiones casi todos ellos, que más que de pintura son de dibujo iluminado. Era de los que primero dibujan la figura, y a toda conciencia, y luego le dan color. Un color ligero y transparente. Las figuras humanas de Guiard son naturales. Quiero decir que pertenecen a la naturaleza, como le pertenece un árbol. Son figuras humanas vegetativas y de un fresco verdor primaveral, lo menos reconcentradas posible. Son hombres que se dejan vivir, decorativos y sencillos como los chinos de los abanicos».
El conocido crítico Juan de la Encina publicó en la misma revista: «Los gérmenes que en su juventud trajo de París, aquí desarrollaron sin apenas nuevas aportaciones parisienses. Su arte, en efecto, evolucionó constantemente, pero siempre en una misma dirección y con prudente parsimonia. Guiard representó también en esto a su pueblo, y al traernos el arte y las tendencias artísticas que en un tiempo privaron en París, nos trajo con ellas las apetencias de nuevas formas de arte. Abrió con ello en nuestro pequeño medio artístico perspectivas hacia todos los rumbos. Todos los artistas que vinieron tras él -sin que ninguno, fuera de Anselmo Guinea, le deba nada directamente a su arte- siguieron las rutas modernas que Guiard de pronto estableció en Bilbao. Como nuestros navegantes nos ponen desde tiempos inmemoriales en comunicación física con todas las tierras del mundo, así él nos puso en relación continua con el foco moderno más intenso y variado- de producción artística. Desde entonces, el llamado arte vasco está sellado de la influencia del moderno arte francés».

## Selección de obras

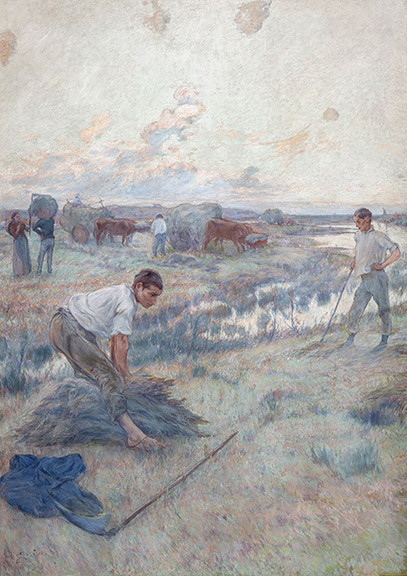
La siega (1892).

- De promesa (La promesa) (Museo de Bellas Artes de Bilbao)
- Aldeanita del clavel rojo (Museo de Bellas Artes de Bilbao)
- El cho[4] (Museo de Bellas Artes de Bilbao)
- La siega (Museo de Bellas Artes de Bilbao)
- El aldeano de Bakio (Museo de Bellas Artes de Bilbao)
- La Ría en Desierto (Museo de Bellas Artes de Bilbao)
- Torre de Urdaibay (Museo Euskal Herria)
- Vieja (Museo de Bellas Artes de Álava)
- Aldeanita en las labores del campo (Colección Iberdrola)
- Costureras en el parque (Colección Iberdrola)
- Lavanderas en el río
- La ría de Axpe (Sociedad Bilbaína)
- En la terraza (Sociedad Bilbaína)
- Cazadores en la Estación del Norte (Sociedad Bilbaína)
- Paseo del antiguo faro de Portugalete (Real Club Marítimo del Abra y Real Sporting Club)
- Casa de baños de Las Arenas (Real Club Marítimo del Abra y Real Sporting Club)
- Las tablas para las vidrieras de la Casa de Juntas de Guernica[5]